# ストリートファイターEX
『ストリートファイターEX』（ストリートファイターイーエックス、Street Fighter EX）は、アリカが開発し、カプコンが発売した対戦型格闘ゲームのシリーズ名、またはその1作目のタイトル。

## 概要
ストリートファイターシリーズで初めて、3Dポリゴンによるグラフィックが使用された作品であり、シリーズで培われたゲーム性を継承した「3Dグラフィックの2D対戦型格闘ゲーム」となっている。後に稼働された『ストリートファイターIV』以降のシリーズ作品も、この流れを汲んでいる。
開発元のアリカは『ストリートファイターII』（以下『ストII』と表記）に大きく関わった西谷亮が設立した会社であり、本作でも西谷が開発に携っている。
勝利時などの台詞が日本語に統一されており、他のシリーズでは英語を使っているガイルやサガットなども日本語を使っている。

## システム
1レバー+6ボタンの操作系や基本操作は従来のストリートファイターシリーズと同じ。グラフィック上は3D格闘ゲームではあるが、2D格闘ゲームの操作を基本としている。ダッシュなどの接近するための特殊な移動手段が少なく、ジャンプも遅め。いわゆる「足払い合戦」をはじめとした『ストII』シリーズのような、じりじりとした重厚な駆け引きを生み出している。それに加えて、ガードブレイクやスーパーキャンセルなどの新システムも搭載している。
この他にも、空中でのけぞった相手の当たり判定はすぐには消失せず、通常技による対空技から直接ジャンプキックで追撃というような空中コンボもできることや、ステージが無限フィールドになっている（実際は端に見えない壁があるが、スーパーコンボがヒットして吹っ飛ぶとその壁を抜け、お互いが画面中央に戻る形になり、画面端で一方的に追い詰められるということは少なくなった）など、3D格闘ゲームらしいシステムも導入されている。ただし軸移動の概念はほぼ無く、一部のキャラクターが軸をずらす技を使えるのみとなっている。
スーパーコンボやフィニッシュの演出なども3Dを生かしたものが多い。また挑発も一部のキャラクターのみ使用可能となっており、その全てがコマンド技扱いとなっている。
『EX』のオリジナルキャラクターの中でタメ系コマンドがあるのはC.ジャックとサイクロイドγのみであり、多くのキャラクターが従来のシリーズと比べてシンプルなコマンド入力となっている。システムが継承されている『ファイティングレイヤー』においてはタメ系のキャラクターは登場していない。

### スーパーコンボゲージ
体力の下にはスーパーコンボゲージが表示されており、技による攻撃、技の防御、必殺技を空振り（一部例外あり）するか、ダメージを受けることでゲージが溜まり、スーパーコンボなどのゲージ消費行動が使用できる。『EX plus』以降はファーストアタックやリバーサル、投げ抜けをするとボーナスとしてゲージがプラスされる。最大3ストックまで溜めることができる。以下の行動は全てこれを消費して使用する。

#### スーパーコンボ
スーパーコンボゲージを1ゲージ消費して強力な必殺技を使用する。『ストリートファイターZERO』（以下『ZERO』と表記）シリーズのように1人のキャラクターが複数持っているが、レベル差で分けられることは無い。
なお、初代『EX』の時点で一部のスーパーコンボのみ例外的に3ゲージを一気に消費するものが存在しており、『EX2 PLUS』以降は「メテオコンボ」として共通システムに昇格した。

#### スーパーキャンセル
必殺技、スーパーコンボをスーパーコンボでキャンセルすることができる（同じスーパーコンボでのキャンセルはできない）。相手にヒット、もしくはガードさせないとキャンセルできない。技の動作中に地上にいた場合は地上の、空中に飛んだ場合は空中のスーパーコンボでキャンセルが可能。主に連続技に用いるが、スキの長い必殺技がガードされてしまった時のフォローとしても重宝する。なお、スーパーキャンセルして出したスーパーコンボはガードさせても体力を一切減らせなくなる（ケズりダメージが無い）。

#### ガードブレイク
同じ強さのパンチボタンとキックボタン同時押しすることで、スーパーコンボゲージを1ゲージ消費して相手のガードを崩すことができる攻撃が出せる。相手のガードに関わらず、ヒットした場合は相手を一定時間よろけさせることができる。ただし相手がよろけているときに当てると相手を強制ダウンさせ、空中の相手に当てた場合は相手がゆっくりと落ちていき、追い討ちを決められる。

## ストリートファイターEX
ストリートファイターEX（1996年12月）
PlayStation互換基板であるZN-1で登場。
なお『EX』と『EX plus』には燃焼演出が一切発生しない。
ナレーションはカナダ出身ナレーターのスコット・マッカラ。
ストリートファイターEX plus （1997年3月）
前作で使用不可だったベガとガルダが使えるようになり、前作の隠しキャラクターも最初から使えるようになった。さらに殺意の波動に目覚めたリュウ、血の封印を解かれたほくと、サイクロイドβ、サイクロイドγが隠しキャラクターとして追加され、細かいバランス調整を施したバージョンアップ版。スーパーコンボゲージが通常技の空振りで溜まらなくなった代わりに、ファーストアタックや投げ抜け、リバーサルなどを行うとそれに応じてゲージが増えるようになった。演出は前作と同様だが、ゲージやステージ、敵キャラクターの配色が変更された。
ストリートファイターEX plus α（1997年7月17日発売）
PlayStationで発売（CD-ROM1枚）。基本的には業務用『EX plus』の移植だが、家庭用独自のモードの追加や、業務用では登場しなかったダルシムとさくらが新たに参戦、BGMのアレンジ、エンディングテキストの内容変更とエンディングムービーの追加、家庭用オリジナルのサバイバルモード・チームバトルモード・エキスパートモードの追加など、多くの要素が新たに追加されている。ステージや敵の配色は初代『EX』のものに戻っている。本作でのアレンジBGMと追加BGMは、後に『EX2』のサウンドトラックにボーナストラックとして収録された。
ストリートファイターEX plus α 樽（たる）
『ファミ通』で行われた樽壊しのやりこみコンテスト入賞や抽選プレゼントでのみ手に入った特別版（非売品）。本編の隠しボーナスゲームである「樽壊し」のみをピックアップした作品。樽壊しのリプレイデータの記録・鑑賞が行え、デフォルトで各キャラクターのリプレイデータも入っている。その他、本編には収録されていない殺意の波動に目覚めたリュウ、血の封印を解かれたほくと、サイクロイドγ、サイクロイドβのエキスパートモードも新規収録されている。

### 家庭用のモード
アーケードモード
アーケード版の形式をそのまま再現したモード。ただし敵キャラクターの出現テーブルやエンディングが変更されている（オプションで『EX plus』時の出現テーブルも選択可能）。
バーサスモード
好きなキャラクターを選択しての1vs1のバトル。
チームバトルモード
最大5人までの勝ち抜き形式のチームバトル。
プラクティスモード、エキスパートモード
基本的な練習ができる「トレーニングモード」の他、必殺技や連続技の例題が次々と出され、クリアしていく「エキスパートモード」がある。
ボーナスモード
次々と転がってくる樽を壊していく「樽ゲーム」。
サバイバルモード
次々と現れるコンピュータのキャラクターを相手に何人勝ち抜けるかを競うモード。
VSベガII/VSトゥルーベガ
アーケードモードと同じ設定で、ベガII、トゥルーベガと対戦することができる。

### 『EX』に登場するキャラクター
リュウ
声：石塚堅
強い相手と戦うために旅をしている。今シリーズでは殺意の波動を克服していることになっている。
「竜巻旋風脚」の性能が従来のシリーズと大きく異なる。
ケン
声：岩永哲哉
リュウのライバル。真の強さを見つめなおし、自分の強さに磨きをかけていく。
「竜巻旋風脚」がリュウ同様従来と異なっている。
春麗
声：宮村優子
インターポールの刑事。シャドルー壊滅のために奮起する。
他シリーズと異なり、「気功拳」以外の必殺技が溜めコマンドではない。
ガイル
声：玄田哲章
アメリカ空軍少佐。今シリーズではベガに対する復讐心は、ある程度抑えている模様。
ザンギエフ
声：高木渉
「偉い人」（大統領）に陰ながら見守られながら戦うロシアのプロレスラー。
本作の「スクリューパイルドライバー」の性能は、初代『ストII』に近い。メテオコンボ「コズミックファイナルアトミックバスター」は文字通り宇宙まで飛んでいく破天荒な技。
ゲームクリエイターの吉田直樹は、AOUショーに『ストリートファイターEX』が出展された時、出張を利用してプレイしに行き、ザンギエフを使って57連勝したという。その後、近くにいたスタッフに「開発チームが戦いたいって言ってるのですが、お願いできますか？」と言われ、喜んで「もちろんです！」と答えた後に、真剣にプレイして開発者の3人に完勝した。それが原因で『EX』のリリース版で「ザンギエフがめちゃくちゃ弱くなってた」という。その後、『ストリートファイターEX2』の時にたまたまアリカの関係者と会う機会があり、この話をしたところ「聞いたことありますよ！AOUショーでめちゃくちゃ連勝してる奴がいて、ザンギがおかしいって話で修正されたんです」と言われたという。
ほくと
声：天野由梨
古武術を伝承する水神家の娘。水神家分家当主の娘で、幼少期の名は訃（しらせ）。修羅の道に生きる兄・カイリの存在を告げられ、彼女はカイリを求めて旅に出る。
水神家は武神流と関係があるという。
当て身技や相手に一旦距離を置いて反撃する技、相手に背を向かせるコマンド投げ、距離の長い下段攻撃など、テクニカルな技を多く持っている。
スカロマニア
声：二又一成
正体は都内某所に住む三流サラリーマン・西小山三郎。ある日、お得意先のデパートでヒーローショーのスーツアクターとして狩り出された際に何かが弾け、それ以降は週末になるとヒーロースーツ（骸骨姿の全身タイツ）を身に着け、ヒーローとして悪と戦うようになる。
距離を置いた差し合いに一味加える急襲突進技を多く持つキャラクター。
ドクトリン・ダーク
声：高木渉
かつてはガイルの部下だった男。米軍特別戦闘部隊に所属していたが、ロレントとの戦闘で敗北し、これによって性格が一変。「自分を鍛えてくれなかった」という理由（一方的な逆恨み）で、ガイルへの復讐を誓う。本名はオルガー。
「EX-プロシブ」を絡めた攻めが得意。
クラッカー・ジャック
声：銀河万丈
用心棒を生業としている男。風来坊で、かつて所属していたとある組織から狙われている。
バットや鉄拳で力任せに戦うのが得意で、スポーツの動きを取り入れた技やマイク・バイソンの必殺技などバリエーションは豊富。連続技の一発が高ダメージで強力。
プルム・プルナ
声：坂本千夏
アラブの大富豪の一人娘。父親が失踪中。祖父が「シャドルー」の名を口にしながら不審な行動をしていることに疑念を持ち、ダランを連れ「シャドルーさん」を探す旅に出た。次期シャドルー幹部候補でもある（本人は知らない）。王家とも繋がりがあり、国王が崩御した後は皇女となる。
全キャラクターで唯一の2段ジャンプ技である「フェミナウインド」を使える。
以下は『EX』でタイムリリースにより使用可能になる隠しキャラクター。
カイリ
声：塩沢兼人
水神家本家の息子であったが、分家当主と対峙し、谷底に突き落とされて全ての記憶を失う。「汝、己をもって極めんとすべし」という言葉を頼りに、修羅の道を歩む。
そんな中で血の封印を解かれたほくとによって再び谷底に突き落とされる。そのとき、失われた記憶を取り戻す。それから自分の生のため、さらに修羅の道を進むこととなる。それ以降、髪が白髪になっている。
リュウやケンと同じく波動昇龍タイプ。
アレン・スナイダー
声：細井治
全米空手界で最強を誇っていたが、全米格闘大会の初戦でケンに敗北。「井の中の蛙」（ただし意味を勘違いしている）と言われたのを期に、再び最強を目指すべく世界を転戦する。
ケンの技を研究して「波動拳」と「昇龍拳」を完全再現した波動昇龍タイプだが、「ジャスティスフィスト」や「トリプルブレイク」などを絡めた高威力の連続技を持つ。
ダラン・マイスター
声：長嶝高士
インドのレスラーであり、プルムのお目付け役兼ボディガード。ザンギエフとヴィクター・オルテガ（『マッスルボマー』シリーズのキャラクター）と戦いたいと思っている。「インドラ〜橋」などに代表されるコミカルな動きが特徴。
ザンギエフに比べると打撃戦もこなせるが、必殺投げの性能は若干劣る。
ブレア・デイム
声：橘ひかり
ヨーロッパの大富豪の一人娘。プルムとは「世界お嬢様クラブ」での友人。ボディーガードにジャックを指定してプルムと共に旅行することになったが、自身も格闘技を心得ている。
必殺技がさほど強力ではないため、通常技主体の堅実な戦法が要求されるキャラクター。
豪鬼
声：西村知道
拳を極めし者。条件を満たすと最終ステージで乱入ボスキャラクターとして登場する。
以下は『EX』ではCPU専用キャラクター。『EX plus』以降からプレイヤーが使用可能になった。
ベガ
声：西村知道
シャドルー総帥。『ZERO』シリーズのように筋肉質な体型での登場。しかしマントは付けておらず、戦闘スタイルは『ストII』時代を意識している。『EX』シリーズではガルダと双璧をなすボスキャラクター。
ガルダ
声：細井治
外見は鎧武者で、全身から刃を出して戦う。すでに死亡しているが殺意の波動に取り憑かれて戦っている。殺意の波動の関連人物や鬼人などと称されているが、正体はいっさい不明。豪鬼をも超える強さを持つ。
多段の必殺技を多く持ち、相手の体力を削ることに長けている。

#### 『EX plus』で追加されたキャラクター
以下の4名は『EX plus』、『EX plus α』ともに隠しキャラクター。
殺意の波動に目覚めたリュウ
声：石塚堅
「殺意の波動」に支配されたリュウ。リュウの「殺意の波動を克服している」という今シリーズの設定から、パラレルキャラクターとして登場している。
血の封印を解かれたほくと
声：天野由梨
水神家本家当主によって施されたほくとの封印が解かれた姿。「カイリ抹殺」という思念に駆り立てられ、カイリと敵対する。
サイクロイドβ（ベータ）、サイクロイドγ（ガンマ）
サイクロイドβはテクスチャーのない透けたポリゴンのみの姿、サイクロイドγはワイヤーフレームのみの姿をしており、それぞれ他キャラクターの技を組み合わせた性能を持っている。サイクロイドβはコマンド技の、サイクロイドγはタメ技の必殺技やスーパーコンボで構成される。技によっては、他キャラクター本来の技をアレンジしたものもある。元はモーションチェック用のプロトタイプキャラクター。
相手の戦術を記憶・学習してコピーする近接戦闘用ウェポン。『EX plus』ではどちらも謎のサイボーグとされていたが、『EX plus α』では、サイクロイドγは元々はプルムの父バルバが開発した対シャドルー用の兵器であったが逆にシャドルーに利用されていることと、サイクロイドβはγの行動を阻止すべく現れた謎の存在であることが、それぞれ新たに設定された。
以下は『EX plus α』で追加されたキャラクター。2名ともデフォルトで出現している。
ダルシム
声：山田義晴
ヨガマスター。本シリーズでは新たなスーパーコンボ「ヨガドリルキック」と「ヨガレジェンド」を使用する。
さくら
声：笹本優子
戦う女子高生。リュウを追い求めて、ストリートファイトに身を投じていく。
今シリーズでは豪鬼の「瞬獄殺」に似たスーパーコンボ「春獄殺」を使うことができる。
また、『EX plus α』では条件を満たすと、本来はCPUボスとして登場する高性能な「CPUベガ」、「CPUガルダ」、「CPU豪鬼」をプレイヤーが使用可能になるほか、転がってくる多数の樽を壊すボーナスゲームも存在する。

### スタッフ
- プランナー：NIN（西谷亮）[3]、OHN（大野純一）[4]、MIZ.（三原一郎）[5]、YUICHIRO KONNO[6]、HIROSHI NAGATA[6]
- ゲームプログラマー：堀崇真、HIROYASU OD. HASSSY（橋立広康）、AKIRA K.
- システムプログラマー：MITSU、M.KARASAWA（柄沢光宣）
- モデリングデザイナー：JUN MATSUMURA 28（松村淳）
- モーションデザイナー：DIRTY TAKAOKA（高岡徹）、ALIEN POLE、田中昌昭、川中員子
- BGデザイナー：坂井元一、KAORI MATSUMOTO
- エフェクトデザイナー：SEIGO KAWAKAMI
- タイトルデザイン：坂井元一、OSAMU FUJITA
- サウンドクリエーター：SHINJI "MEGA" HOSOE（細江慎治）、AYAKO "AYA" SASO（佐宗綾子）、TAKAYUKI "J99" AIHARA（相原隆行）
- スペシャルサンクス：岡本吉起、WAKAMATSU (BET 50)、HIROSHI NAGATA
- プロデューサー：NIN（西谷亮）[3]

### 関連商品

#### オリジナルサウンドトラック
- ストリートファイターEX（1997年2月21日 ポニーキャニオン / サイトロン）
- ストリートファイターEX アレンジ サウンド トラック（1997年3月5日）
- FIGHTING EX LAYER Soundtracks（2018年12月12日 Sweep Record） - 『EX』シリーズのBGMを収録。

#### ラジオドラマ・ドラマCD
TBSラジオ『子安・氷上のゲムドラナイト』で放送された本編、次回予告を収録。
- 1997年3月21日にポニーキャニオンより発売されたドラマCD。
- キャスト
  - ケン：岩永哲哉
  - リュウ：石塚堅
  - イライザ：川村万梨阿
  - 春麗：宮村優子
  - ほくと：天野由梨
  - カイリ：塩沢兼人
  - ガイル：玄田哲章
  - ドクトリン・ダーク：高木渉
  - スカロマニア：二又一成
  - プルム・プルナ：坂本千夏
  - ベガ：西村知道
  - ナレーション：大塚明夫

#### 書籍・ビデオ
- ストリートファイターEX
  - スタジオベントスタッフ編著『ALL ABOUTシリーズ vol.18 ALL ABOUT ストリートファイターEX』電波新聞社（原著1997-3-25）。雑誌69185-72。
  - ゲーメスト編集部『GAMEST MOOK vol.67 ストリートファイターEX』新声社（原著1997-3）。ISBN 4-88199-336-4。
  - ゲーメスト編集部『GAMEST VIDEO ストリートファイターEX』新声社（原著1997-3）。ISBN 4-88199-347-X。
  - スタジオベントスタッフ監修、サイトロン・アンド・アート『ALL ABOUT ストリートファイターEX 完全解析ビデオ』ポニーキャニオン（原著1997-4-9）。PCVP-12070。
  - コミックゲーメスト編集部『GAMEST COMICS ゲームギャグ1Pコミック ストリートファイターEX編』新声社（原著1997-6）。ISBN 4-88199-352-6。
- ストリートファイターEX plus α
  - デジキューブ『Guide book series ストリートファイターEX plus α ガイドブック』デジキューブ（原著1997-7）。ISBN 4-925075-10-1。
  - どわあふ沢田、MAN次郎『ストリートファイターEX plus α 最終攻略読本』ジャパン・ミックス（原著1997-7-31）。ISBN 4-88321-385-4。
  - ファイティングスタジオ編著『プレイステーション完璧攻略シリーズ58 ストリートファイターEX plus α 必勝攻略法』双葉社（原著1997-8-1）。ISBN 4-575-16063-6。

## ストリートファイターEX2
ストリートファイターEX2（1998年5月）
前作で使用されたZN-1の性能強化版であるZN-2で登場。『ストII』シリーズからブランカとバルログが登場。新たにシャロンとハヤテ、隠しキャラクターにシャドウガイストと七瀬が追加されたが、一部の旧キャラクターが削除された。新たなシステムとして「エクセル」「キャンセルブレイク」が追加された。なお今作以降、ボスキャラクターおよび隠しキャラクター以外の固有ステージが無くなった。また前作から登場しているEXオリジナルキャラクターは一部を除いて衣装が変更されている。
ストリートファイターEX2 PLUS（1999年7月）
『EX2』のバージョンアップ版で最後の業務用作品。『EX plus』からプルム・プルナ、ダラン・マイスター、ベガが復活。さらに『ストII』シリーズからサガットが参戦し、新キャラクターのヴルカーノ・ロッソとエリアが登場したが、前作からハヤテのみ削除された。新システム「メテオコンボ」が追加され、旧ステージが1つ削除された代わりに新しいステージが追加された。演出は前作から大幅に改変されており、世界を移動する演出がカットされた代わりに2つのボーナスステージが追加され、ボスキャラクターやエンディングも変更されている。
基板によっては残虐表現がカットされているもの（血が緑色だったり、ドクトリン・ダークの投げ技の変更）もある。
ストリートファイターEX2 PLUS（1999年12月24日発売）
前作と同じくPlayStationで発売（CD-ROM1枚）。基本的に業務用『EX2 PLUS』の移植だが、前作同様に家庭用独自のモードや、業務用で削除されていたハヤテが追加隠しキャラクターとして登場、BGMのアレンジなど新たな要素が追加されている。ただし、一部のグラフィック演出は業務用から削られている（シャドウガイストの分身など）。

### 『EX2』で追加されたシステム
『EX2』と『EX2 PLUS』では、必殺技やスーパーコンボをガードブレイクでキャンセルできる「キャンセルブレイク」が新たに追加されたが、これをヒットさせた際は相手のよろける時間が通常より短くなる。また『EX2』以降では、ガードブレイク発動時に相手が連続ガードしていた場合はガード硬直がその時点で消えるように（＝行動可能状態）なり対処がしやすくなっている。これにより初代『EX』で見られた豪鬼の「滅殺豪波動（多段ヒット飛び道具系スーパーコンボ）→豪破拳（ガードブレイク）」のような連係（この当時は回避不可能）もガード（キャンセル）ブレイク発動と同時に弾が消滅し回避可能となっている。

#### エクセル
『EX2』と『EX2 PLUS』のみのシステム。違う強さのパンチボタンとキックボタン同時押しすることでスーパーコンボゲージを1ゲージ消費して発動し、通常技（特殊技）、必殺技を一定時間自由にキャンセルできる（投げ技が繋がることはできないなど一部制限あり）。『ZERO3』のオリジナルコンボのようなキャラクターの残像による攻撃はなく、『ZERO2』『CAPCOM VS. SNK 2』のオリジナルコンボに近い。なお、エクセル (EXCEL) は「EXtra canCEL（エクストラキャンセル）」からの造語。
エクセルの特徴は次のとおり。
- 発動時の同時押しコマンド入力誤差は1フレーム以内（1/60秒）。
- 発動時に無敵時間が存在。
- キャンセルの順番は「通常技→通常技→特殊技→必殺技→必殺技」となる。ただし、『EX2』では同じ技同士のキャンセルができない。
- エクセル中はファーストアタック、リバーサル、投げ抜けのボーナスポイントメッセージは表示されるが、スーパーコンボゲージはプラスされない。
- 通常時とエクセル時は攻撃やのけぞりのモーションが微妙に違う。
- 一度出した技をもう一度出しても、エクセル終了まで与えられるダメージは低くなる。
- エクセル終了から60フレーム経過しないと再度エクセルを発動できない。

エクセル固有の特性があるため、バランス良く技を出していかないと与えられるダメージが低くなるが、エクセル固有の特性を生かしたテクニックがいくつか存在している。
- 技の空振り: ヒット後のモーションが大きい技を当てた後、立ち弱パンチを相手に当てずにヒット後のモーションを短縮し、少し前進したり前方にジャンプする。
- 遅めのキャンセル: 溜めコマンド技の溜め時間を確保する。
- ヒットストップ短縮
- 生当て: エクセル終了前に技を出して終了後に技を当て、スーパーコンボゲージを少し溜める。
- エクセルtoエクセル: エクセル終了から60フレームの間、相手を浮かせるなどの攻撃で時間を稼ぎ、再度エクセルを発動して攻撃をつなぐ。

エクセルはオリジナルコンボと同じく使用に慣れれば相手のわずかな隙をも逃さず大きなダメージを与えることができるため、対戦をよりシビアにすることとなった。

#### メテオコンボ
スーパーコンボゲージを3ゲージ使用して発動し、大ダメージを与える。正式にこの名称となったのは『EX2 PLUS』から。『EX2』以前は一部のキャラクターのみ例外的にLv3専用スーパーコンボを使用できたが、『EX2 PLUS』以降より共通システムとなり全てのキャラクターに標準装備された。連続技に組み込むと、補正がかかり大幅にダメージが低下するので単発で使用するのが基本。後の『タツノコ VS.カプコン』や『マーベル VS. カプコン:インフィニット』でもLV3専用ハイパーコンボが全てのキャラクターに標準装備されており、本作のシステムとほぼ同一である。

### 家庭用のモード
アーケードモード
アーケード版の形式をそのまま再現したモード。
バーサスモード
好きなキャラクターを選択しての1vs1のバトル。
チームバトルモード
最大5人までの勝ち抜き形式のチームバトル。チームの人数を変更することが可能。
プラクティスモード、トライアルモード
基本的な練習ができる「トレーニングモード」の他、必殺技や連続技の例題が次々と出され、クリアしていく「トライアルモード」がある。また最上位の難問に挑戦する「マニアックモード」があり、一部のキャラクターを除いて「MAXコンボ（即死コンボ）を叩き込め!」が主流となる。
ボーナスモード
次々と転がってくる樽を壊していく「樽ゲーム」。アーケードでも登場する「エクセルブレイク」、「サテライトフォール」もある。
ディレクターモード
25秒以内のキャラクターアクションのカメラ視点を自由に編集し、鑑賞することができる。
VSベガII/VSトゥルーベガ
アーケードモードと同じ設定で、ベガII、トゥルーベガと対戦することができる。

### 『EX2』に登場するキャラクター
以下は前作から登場したキャラクター。
リュウ
声：石塚堅
ケン
声：山根剛
『EX』では「竜巻旋風脚」がリュウ同様従来と異なっていたが、『EX2』以降は従来シリーズと同じ感覚で使える。
春麗
声：宮村優子
「瞬獄殺」のコマンドで『ZERO』シリーズの挑発である「ゴメンネ!」チョップを出すことができる。
ガイル
声：玄田哲章
ザンギエフ
声：高木渉
ほくと
声：天野由梨
前作から髪型や衣装が変化した。『EX plus』で追加された血の封印を解かれたほくとは本作では登場しない代わりに一部の技をほくとが所持している。
スカロマニア
声：二又一成
「リストラ推進係」の部長に昇進したせいで、ストレスが溜まる度に変身するようになる。また、ベルトとマフラーを身に着けるようになった。
ドクトリン・ダーク
声：高木渉
クラッカー・ジャック
声：銀河万丈
家庭用『EX2 PLUS』以降は「ジャック」とのみ表記されている。
カイリ
声：塩沢兼人
前作ではリュウやケンと同じく波動昇龍タイプであったが、『EX2 PLUS』では単なる波動昇龍ではない大幅な性能の変更がなされた。
ガルダ
声：細井治
サイクロイドβ（ベータ）、サイクロイドγ（ガンマ）
『EX2 PLUS』では「サイクロイド」（ギリシャ文字表記はなく、姿はβのものに近い）が、ボーナスステージ「エクセルブレイク」、スタッフロール、対戦成績のランキング画面で「EXTRA（ランダムセレクト）」が1位になった時に登場。技は無く、プレイヤーキャラクターとしての使用はできない。
ダルシム
声：山田義晴
シャドルーの麻薬によって村人が暴徒と化し、その根源を断つために戦うことを決意する。
以下は今作から登場。
ブランカ
声：山根剛
かつて飛行機事故に遭い、ジャングルを生き延びてきた野生児。本名はジミー。『EX2』で母と再会して以降は一緒に暮らし始める。『EX2 PLUS』ではジャングルをシャドルーに侵略され、戦うことを決意する。
バルログ
声：塩沢兼人
『EX2 PLUS』ではシャドルーの製造した新薬「SH-11」を狙っている。『EX2』では条件を満たすと仮面を外した状態で戦えるようになる。
シャロン
声：緒方恵美（『EX2』）、伊藤美紀（『EX2 PLUS』以降）
謀報機関のエージェント。犯罪シンジケートの重要人物としてマークされている、自分と同じバラのタトゥーを持つ人物を探している。
ハヤテ
声：森川智之
ガルダと同系統の技を持つ剣士で、ガルダとの血縁関係を匂わせている。
本作には手持ち武器（装着ではない）を持つキャラクターが多くいるが、常にそれを持っているわけではない。長物を持っているハヤテと七瀬にも同じことが言える。
以下のキャラクターは本作の隠しキャラクター。
七瀬
声：緒方恵美
水神家本家の娘で、カイリとほくとの妹。姉のほくとを慕っており、姉と同じ胸当てを着けている。古武術だけでなく、伸縮自在の棍も使いこなす。修羅の道を行く兄・カイリと彼を追って旅に出た姉・ほくとの戦いを止めるべく、旅に出る決意をする。
シャドウガイスト
声：家弓家正
民衆を支配し、自身の家族を殺した国家への復讐のために、自ら強化人間となったアンチヒーロー。スカロマニアと同系統の戦闘スタイルを用いているが、関連性は不明。
以下は『EX2 PLUS』に登場するキャラクター。
プルム・プルナ
声：坂本千夏
2段ジャンプ技である「フェミナウインド」は必殺技に変更された。
ダラン・マイスター
声：長嶝高士
ベガ
声：西村知道
ヴルカーノ・ロッソ
声：山野井仁
イタリア系のキザな男。ある組織の構成員だったが、その組織によって最愛の人を失い、組織に復讐を誓う。「ヴェスーヴィオの怒り」「ため息の橋」など、技名はイタリアにちなんだものが多い。「無駄!」が口癖。
起き攻めに強力な飛び道具や上中下に分けられる当て身など必殺技に豊富なバリエーションを持つが、中でも特徴的なのは前方への高速移動（ステップ）である。
エリア
声：吉田小南美
機械の発明家の父を持つ少女。自身も発明家で、父の機械を世界に広めるために格闘家と闘うことでデモンストレーションを行う。
サガット
声：Sakai Albright
「帝王」として、強い相手や宿敵であるリュウとの戦いを求めている。『EX2 PLUS』でCPU戦のサガットの登場デモで「目障りだ」と発言しているが、プレイヤーがリュウの場合は発言しない。
ベガII
声：西村知道
隠しボスキャラクター（CPU専用）。
ARK-99
ボーナスステージ「サテライトフォール」で倒す対象となる、落下する人工衛星（CPU専用）。本体は攻撃をまったく行わないが、周囲に攻撃判定を持つ隕石が降り注ぐ。時間切れになると地表に衝突し地球が割れてしまう。倒すとボーナスとして、直後のガルダ戦で20秒間スーパーコンボゲージがMAXのまま減らなくなる。
ムック『ストリートファイターぴあ』では、出身地は不明、格闘スタイルは「エージェント格闘術」と新たに設定されている。

### スタッフ（EX2）
ストリートファイターEX2
- ディレクター：大野純一
- プランナー：大野純一、野原高志
- ゲームプログラマー：HIROYASU OD. HASSSY（橋立広康）、堀崇真
- システムプログラマー：MITSU、M.KARASAWA（柄沢光宣）
- サウンドプログラマー：S.MASUDA M.K
- モデリングデザイナー：松村淳
- モーションデザイナー：DIRTY TAKAOKA（高岡徹）、ALIEN POLE、田中昌昭、川中員子、TADASHI AOKI、SEIGO KAWAKAMI
- BGデザイナー：坂井元一、KAORI MATSUMOTO、船戸洋子
- エフェクトデザイナー：KAZUKO KAWANAKA
- タイトルデザイン：坂井元一
- サウンドクリエーター：SHINJI "MEGA" HOSOE（細江慎治）、相原隆行、佐宗綾子
- P.R.&プロジェクトアシスタント：尾形雅治、小林圭子
- テクニカルサポート：BLUE G
- ベリースペシャルサンクス：SHOJI KOBAYASHI、HIROSHI SUGIMOTO、KIMIAKI KAZAMATSURI、KENTA KONDOU、NORIYUKI TAKAHASHI、AKIRA K.、T.J. YAGI、YUICHIRO KONNO、HIROSHI NAGATA、YOSHIYUKI NAGATA、AKIKO HAYASHIGUCHI、MIKIKO GOTO、YOKO SUEMITSU、小林真文、岡本吉起、船水紀孝
- プロデューサー：I.MIHARA（三原一郎）、三並達也
- エグゼクティブプロデューサー：NIN（西谷亮）

ストリートファイターEX2 PLUS
- ディレクター：NIN（西谷亮）
- プランナー：渡邊真路、奥田裕史、坪内君憲
- プログラマー：HIROYASU OD. HASSSY（橋立広康）、GARA、S.MASUDA M.K、YOSHIYUKI NAGATA、大久保明、AKIRA K.
- モデリングデザイン：松村淳
- モーションデザイナー：POO、MASAAKI TANAKA JAPAN（田中昌昭）、KAZUKO KAWANAKA.INKO、TADASHI AOKI、HITOSHI "KANI" YAMAGUCHI、YOSHIKATSU YAMAMOTO
- BGデザイナー：坂井元一、KAORI MATSUMOTO、船戸洋子、千葉大士、YOUNOSUKE NAITO
- サウンドクリエーター：SHINJI "MEGA" HOSOE（細江慎治）、相原隆行、佐宗綾子
- テクニカルサポート：NORIYUKI TAKAHASHI、KUMAPU、MASAHITO KURIHARA、KIMIAKI KAZAMATSURI
- スペシャルサンクス：三原一郎、堀崇真、岡本吉起、船水紀孝、三並達也

### 関連商品（EX2）

#### オリジナルサウンドトラック（EX2）
- ストリートファイターEX2（1998年6月17日）
- ストリートファイターEX2 PLUS（2000年2月1日 カプコン / セルピュータ）
- FIGHTING EX LAYER Soundtracks（2018年12月12日 Sweep Record） - 『EX』シリーズのBGMを収録。

#### ラジオドラマ・ドラマCD（EX2）
TBSラジオ『子安・氷上のゲムドラナイト』で放送された本編、特別編「七瀬とほくとの裏ドラナイト」を収録。
- 1998年7月1日にポニーキャニオンより発売されたドラマCD。
- キャスト
  - カイリ：塩沢兼人
  - ほくと：天野由梨
  - 七瀬：緒方恵美
  - リュウ：石塚堅
  - スカロマニア：二又一成
  - ダルシム：山田義晴
  - ハヤテ：森川智之
  - ケン：山根剛
  - 祖父：北村弘一
  - ナレーション：大塚明夫

#### 書籍
- ゲーメスト編集部『GAMEST MOOK PLUS vol.2 ストリートファイターEX2』新声社（原著1998-8-1）。ISBN 4-88199-514-6。

## ストリートファイターEX3
2000年3月4日にPlayStation 2本体発売の同日に発売された家庭用オリジナル作品（CD-ROM1枚）。タッグバトルやチームバトルの要素が追加されている。前作『EX2 PLUS』に登場したキャラクターはハヤテを除き全員参戦し、さらに前々作からさくらと殺意の波動に目覚めたリュウが復活、新たにキャラクターエディットモードで技をカスタマイズできるエースが登場した。キャラクター専用BGMの多くはこれまでの家庭用作品に収録されたBGMがそのまま使われている。

### 『EX3』で追加されたシステム

#### タッグバトル
『EX3』では基本的に2対2のタッグバトルが中心である。
タッグゲージ
チェンジ、クリティカルパレード、メテオタッグコンボを使用する際に消費するゲージ。消費すると自動的に回復していく。
チェンジ
タッグゲージが満タンかつパートナーがいる状態で強P+強Kを入力するとパートナーとチェンジする。通常技、特殊技をキャンセルして出すことが可能で、後述するモメンタリーコンボにも対応。投げると同時にチェンジすることもできる。
クリティカルパレード
タッグゲージが満タンかつ発動キャラクターとパートナーのスーパーコンボゲージが各2ゲージある状態でコマンドを入力すると各ゲージを消費し発動。コマンド入力後、パートナーが敵キャラクターを挟み込むように現れ、指定されたスーパーコンボで攻撃を開始し、2人で同時に攻撃できる。発動中はゲージが使い放題で全ての技をキャンセルすることができる。
メテオタッグコンボ
特定のタッグを組んだキャラクター限定で発動できるメテオコンボ。タッグゲージが満タンかつ発動キャラクターのスーパーコンボゲージが満タンの状態で、発動キャラクター側がコマンドを入力すると各ゲージを消費し発動。パートナーのゲージは消費しない。
エモーショナルフロー
対戦中にパートナーが倒れると自動で発動し、パートナーのスーパーコンボゲージを引き継いで2人分のゲージが合算される。このため、最大6ゲージまでストック可能になる。

#### その他の追加・変更点
『EX2 PLUS』までのガードブレイク、エクセルは廃止された。
地上投げ・投げ抜け
弱P+弱K同時押しで『ストIII 3rd』と同じように投げつかみモーションが発生するタイプとなった（投げ技が2種類以上ある場合はレバー入力で技が変化する）。掴めなかった場合は同様に投げスカリモーションが出てスキができてしまう。
なお、つかまれたときの投げ抜けも同様に弱P+弱K同時押し。初代『EX』から共通する仕様で技後の硬直中に投げられた際には投げ抜けはできない（例として「昇龍拳」など上昇系必殺技後の着地を狙われた状況など）。
ただし、一部のキャラクターに特殊技として搭載された空中投げのコマンドは変更されておらず、投げスカリもない。
ハードアタック
ガードブレイクの代替として『ファイティングレイヤー』でも使用されたシステム。中P+中Kを入力すると発動する中段攻撃で、しゃがんだ相手に当てると大きくよろけさせることができる（立っている相手や空中の相手に当てても特殊な効果は無い）。コマンドと中段属性という点では『ストIII』シリーズのリープアタックに類似している。ガードブレイクと異なりスーパーコンボゲージは消費しない。モメンタリーコンボとしても発動できるが、この場合はのけぞり時間が短くなる。
モメンタリーコンボ
必殺技（投げ技などは除く）が当たった瞬間にパンチボタンかキックボタンを押すと、押したボタンに応じて特定の対応必殺技がキャンセルで発動する。ただし、エースのみモメンタリーコンボ対応技を持っていない。ヒットさせた必殺技とモメンタリーコンボ対応技が同じ技だった場合はキャンセルできない。モメンタリーコンボで発動した必殺技はスーパーキャンセル可能。
また、同じタイミングでハードアタックやチェンジを入力してもモメンタリーコンボが可能。

### モード
オリジナルモード
様々な形式で戦い、倒した敵を最大3人まで仲間にして進んでいくシステムになっているほか、難易度によって提示される条件をクリアしてメダルを入手し、隠し要素を解禁していく形式となっている。一部のキャラクターは、道中で特定のキャラクターを仲間に加えているとエンディングが変化する。
アリーナモード
複数キャラクターを使う形式で「タッグバトル」、「ドラマティックバトル」、「チームバトル」から選択し、2vs2、1vs3などの変則形式のバトル。
キャラクターエディットモード
本作オリジナルのエディットキャラクター「エース」を使い、「トライアル」で課題をクリアしてEXPを溜め、「パーチェイス」でEXPを消費して技を購入・習得し、「エディット」で技を装備してカスタマイズするという形式になっている。エディットしたエースを登録することで他のモードでも使用可能になる。

### 『EX3』に登場するキャラクター
以下は前作までに登場したキャラクター。
リュウ
声：石塚堅
ケン
声：岩永哲哉
春麗
声：宮村優子
ガイル
声：玄田哲章
ザンギエフ
声：高木渉
ほくと
声：天野由梨
ほくと使用時に「覚醒」を発動することで一時的に血の封印を解かれたほくとの姿に変化する。髪型は『EX』時のものに戻っている。
スカロマニア
声：二又一成
ドクトリン・ダーク
声：高木渉
クラッカー・ジャック
声：銀河万丈
「ジャック」とのみ表記されている。
カイリ
声：塩沢兼人
ガルダ
声：細井治
サイクロイドβ（ベータ）、サイクロイドγ（ガンマ）
ダルシム
声：山田義晴
ブランカ
声：山根剛
環境活動家として環境保全を訴えている。
バルログ
声：塩沢兼人
条件を満たすと仮面を外した状態で戦えるようになる。
シャロン
声：伊藤美紀
謀報機関のエージェント。犯罪シンジケートの重要人物としてマークされている、自分と同じバラのタトゥーを持つ人物を探している。
七瀬
声：緒方恵美
シャドウガイスト
声：家弓家正
プルム・プルナ
声：坂本千夏
2段ジャンプ技である「フェミナウインド」は必殺技に変更された。
ダラン・マイスター
声：長嶝高士
ベガ
声：西村知道
ヴルカーノ・ロッソ
声：山野井仁
エリア
声：吉田小南美
サガット
声：Sakai Albright
ベガII
声：西村知道
隠しボスキャラクター（CPU専用）。オリジナルモードのみ使用できるが、仲間を加えることができない。
殺意の波動に目覚めたリュウ
声：石塚堅
さくら
声：笹本優子
以下は本作から登場したキャラクター。
エース
声：真地勇志
某国のエージェント。格闘家たちの技をスキルカード化して使いこなせる能力を持つ。
固有の性能を持たず、キャラクターエディットモードで必殺技（3種類まで）、スーパーコンボ（2種類まで）、メテオコンボ（1種類まで）をカスタマイズ可能（ただし同じコマンドの技を組み合わせることはできない）。それらの技はアリーナモードで多用することで強化する。また勝利時のセリフに他のキャラクターのもの（『ストリートファイター』の登場人物に限らない）も含まれている。
トゥルーベガ
声：西村知道
CPU専用キャラクター。隠しボス。
この他にトライアルモードやスタッフロールにて、CPU専用の名無しの敵キャラクターとして、リュウの性能を持った青年、シャロンの性能を持った女性、ザンギエフの性能を持った大男が複数登場している。

### スタッフ（EX3）
- プランナー：奥田裕史、坪内君憲
- プログラマー：堀崇真、HIROYASU OD. HASY（橋立広康）、AKIRA K.、M.KARASAWA（柄沢光宣）、S.MASUDA M.K、大久保明、D.SASAKI（佐々木大樹）、大谷淳平、高梨啓輔
- モデリングデザイナー：松村淳、高岡徹、田中昌昭、TADASHI AOKI、HITOSHI "+1" YAMAGUCHI、YOSHIKATSU YAMAMOTO、岩岡寿枝、TSURUHA（鶴羽高英）
- モーションデザイナー：高岡徹、田中昌昭、TADASHI AOKI、HITOSHI YAMAGUCHI、YOSHIKATSU YAMAMOTO、岩岡寿枝、YATTA USHIRODA
- BGデザイナー：坂井元一、KAORI MATSUMOTO、船戸洋子、千葉大士、YOUNOSUKE NAITO
- タイトルデザイン：千葉大士
- コンポーズ＆アレンジ：細江慎治、佐宗綾子、相原隆行、渡部恭久
- サウンドエフェクト：相原隆行、渡部恭久
- ギター：小堀浩、飯室博、吉原かつみ
- ベース：松原秀樹、中川量、白石慶一
- エンジニア：下川晴彦(MUSIC BRAIN)、間瀬哲史(JDM)
- ナレーター：TERRY OSADA
- スペシャルサンクス：三原一郎、野原高志、渡邊真路、有働康夫、NORIYUKI TAKAHASHI、金子清巳、NORIYUKI HARADA、TAKASHI FUJII、SHUNSUKE UEDA
- ディレクター：NIN（西谷亮）
- プロデューサー：三並達也
- エグゼクティブプロデューサー：岡本吉起、NIN（西谷亮）

### オリジナルサウンドトラック（EX3）
- ストリートファイターEX3（2000年5月24日）
- FIGHTING EX LAYER Soundtracks（2018年12月12日 Sweep Record） - 『EX』シリーズのBGMを収録。

## 関連作品
ファイティングレイヤー
『EX』シリーズを製作したアリカ開発、ナムコ販売のアーケード用3D格闘ゲーム。グラフィックは3D、プレイ感覚は2Dという『EX』シリーズと近いコンセプトのオリジナル作品。基本システムやスーパーキャンセルなどの一部要素も『EX』シリーズから継承され、一部の要素は後の『EX3』へ逆輸入された。アレン・スナイダー、ブレア・デイムがゲスト出演している。基板はナムコSYSTEM12（PlayStation互換基板）。
3D格闘ツクール
アスキーから発売されたPlayStation用3D格闘製作ゲーム。『EX』からスカロマニアのモデルデータが収録されている。
ファイティングEXレイヤー
『EX』シリーズを踏襲した、アリカ開発のPlayStation 4用対戦型格闘ゲーム。2017年4月1日、エイプリルフール企画として「謎の新作格闘ゲーム」の仮称でお披露目されたが、2017年11月にタイトル名が正式発表され、2018年6月28日に発売された。